# Liga Deportiva del Oeste
La Liga Deportiva del Oeste es una liga regional de fútbol en la provincia de Buenos Aires, República Argentina. Tiene su sede en la calle Juan B. Alberdi n.° 237 de la ciudad de Junín, y fue fundada el 20 de enero de 1916. Su jurisdicción comprende al Partido de Junín, aunque también participan en esta liga los clubes Rivadavia y Academia Javier Mascherano del Partido de Lincoln y Deportivo Baigorrita del Partido de General Viamonte.
La Liga está afiliada a la Asociación del Fútbol Argentino a través de su ente rector del fútbol indirectamente afiliado, el Consejo Federal del Fútbol Argentino. Esto permite a los campeones de la Liga competir en el Torneo Regional Federal Amateur, que representa la cuarta categoría del fútbol argentino y abre la vía para el ascenso a categorías que desembocan en la Primera División. Para la edición 2024/25 están clasificados el último campeón, Club Jorge Newbery, mediante mérito deportivo, y los clubes Rivadavia (Lincoln) y Academia Javier Mascherano (Lincoln) por licencia deportiva. Villa Belgrano también participó de la edición 2023 del Torneo de la Federación de Fútbol Bonaerense Pampeana.

## Historia

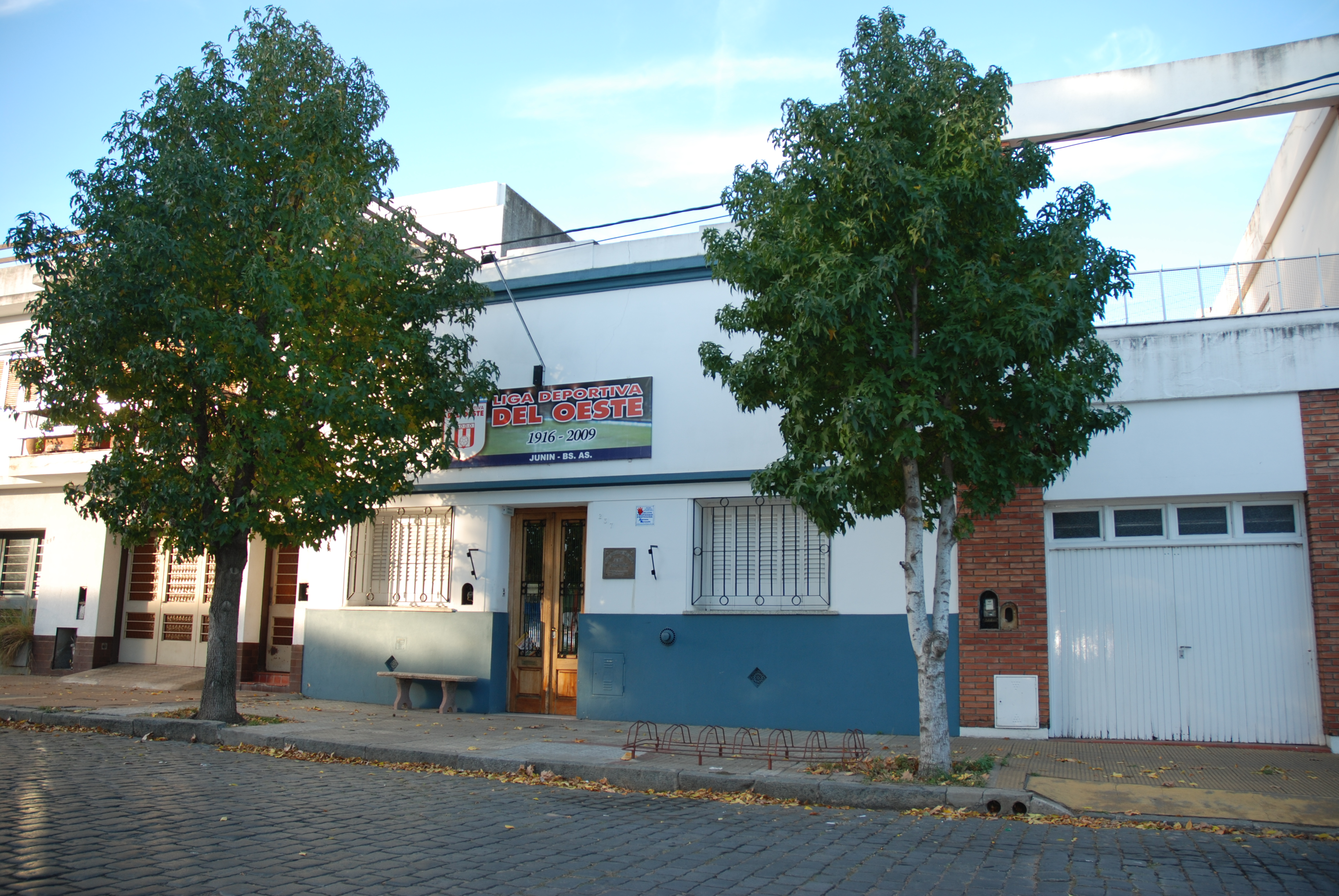
Sede de la Liga Deportiva del Oeste ubicada en Alberdi 237 de la ciudad de Junín.

Los inicios del fútbol en Junín se remontan a fines del siglo XIX, con la creación de la Compañía del Ferrocarril de Buenos Aires al Pacífico, cuyo trayecto entre Mercedes (Buenos Aires) y Villa Mercedes (San Luis), requirió el paso por la ciudad de Junín. Con la llegada de la primera locomotora a la ciudad en 1884, la empresa construyó el Complejo Industrial Ferroviario, y la colectividad inglesa levantó varias instituciones, entre ellas el Club Atlético Buenos Aires al Pacífico (B. A. P.), uno de los cinco clubes en actividad más antiguos del fútbol argentino. Tras la fundación de B.A.P., ya entrado el siglo XX, otros clubes de fútbol fueron fundados tales como Junín Institute Foot Ball Club y Sarmiento Foot Ball Club.
Tras la disputa de varios torneos amistosos, un 20 de enero de 1916 se fundó la Liga Deportiva del Oeste, con Lorenzo Andrade como primer presidente. Su primer campeonato de fútbol tuvo lugar al año siguiente, lo disputaron los clubes Sarmiento, Junín, Vanguardia F.C, Jorge Newbery y Belgrano (el cual no tiene relación con el actual Villa Belgrano) y fue obtenido por Sarmiento.
Desde el año 1955 los clubes que componen la Liga disputan el Torneo Nocturno, un torneo que usualmente se lleva a cabo entre los meses de diciembre de un año y febrero o marzo del año que le sigue, como preparación para el torneo oficial. Este Torneo era de carácter amistoso hasta que en el año 1996 se oficializó; desde entonces, cada año la Liga organiza tres torneos, el Nocturno, el Apertura y el Clausura, con la excepción del 2020, año en el que tanto el Torneo de Apertura como el Torneo de Clausura fueron cancelados por la Pandemia de COVID-19 en Argentina, y en 2021, en el que el Torneo Nocturno y Apertura fueron adelantados de fecha cancelando así el Torneo de Clausura de ese año, por las mismas razones que en el año anterior.
Entre el año 2004 y 2016, la Liga Deportiva del Oeste organizó (en parte por la disposición del Consejo Federal que expresa que las ligas no deben tener menos de 10 equipos) torneos interligas con sus pares de Chacabuco primero (años 2004 y 2005, con Jorge Newbery como campeón de ambos torneos) agregándose Bragado en 2006 (el campeón fue Sarmiento). En el año 2007 se suma a estas tres ligas la Liga Deportiva de General Arenales. En el año 2010 se les suman a estas cuatro ligas las de Salto, Colón y Rojas. Desde 2016, luego de diversos disturbios en su última edición y aprovechando que la liga superó los 10 participantes, el torneo fue cancelado. En 2023 se reflotó la Unión Regional junto a las Ligas de Chacabuco, General Arenales, Rojas, Colón y Pergamino.

### Presidentes
El siguiente es un listado de los presidentes de la Liga Deportiva del Oeste desde su fundación hasta la actualidad.
| Período         | Presidente                         |
| --------------- | ---------------------------------- |
| 1916-1920       | Lorenzo J. Andrade                 |
| 1921-1925       | Diógenes Vera                      |
| 1926-1933       | Antonio Márquez                    |
| 1934            | Ivo Borghetti                      |
| 1935            | Rodolfo Bueno                      |
| 1936            | Ceferino López                     |
| 1937-1943       | Carlos J. Hatcham                  |
| 1944-1945       | Dr. Edmundo C. Pajoni Nilo Martino |
| 1946            | Miguel Massi                       |
| 1947            | Héctor Roselli                     |
| 1948-1949       | Rodolfo S. Canal                   |
| 1950-1951       | Emilio Sioli                       |
| 1952            |                                    |
| 1953            | Dr. Mario R. Pajoni David S. Bozzo |
| 1954-1960       | Juan Alberti (hijo)                |
| 1961-1963       | Antonio de Narda                   |
| 1964            | Miguel Dana                        |
| 1965-1969       | Pedro C. Borra                     |
| 1970            |                                    |
| 1971            | Héctor Ibarra                      |
| 1972-1974       | Alfredo Julio                      |
| 1975            | Juan José Fernández                |
| 1976-1983       | Luis M. Montagna                   |
| 1984-1985       | Antonio de Narda (hijo)            |
| 1986-1988       | Ramón Castro                       |
| 1989            | Alfredo Maltissotto                |
| 1990            | Ramón Castro                       |
| 1991-1993       | Luis M. Montagna                   |
| 1994            | Andrés Hankin                      |
| 1995-1996       | Rubén O. Di Cicco                  |
| 1997-1998       | Oscar Sardi                        |
| 1998-1999       | Oscar Sardi Ismael Amor Casim      |
| 2000-2005       | Ismael Amor Casim                  |
| 2006-actualidad | Claudio Yópolo                     |

### Clubes destacados
- Jorge Newbery: Participó del Campeonato Nacional 1974 tras haber quedado semifinalista en el Torneo Regional de 1974. Repitió en 1975 la hazaña, siendo el primer equipo de la ciudad en alcanzar el máximo nivel del fútbol argentino. En tiempos más recientes, participó del Torneo Argentino/Federal B entre las ediciones 2013/14 y 2017, tan solo ausentándose en la edición 2016, tras ser la participación en éste opcional, y también participó en las ediciones 2013/14 y 2014/15 de la Copa Argentina de Fútbol.
- Mariano Moreno: Participó en el Campeonato Nacional 1982 tras una excelente temporada en el Torneo Regional de 1982.
- Rivadavia (Lincoln): Participó en varias ediciones del Torneo Argentino A, habiendo disputado un total de 10 temporadas de forma intermitente, al igual que el Torneo Argentino/Federal B. También participó de la Copa Argentina de Fútbol en las ediciones 2011/12,  2012/13, 2013/14, 2014/15 y 2017/18.
- Sarmiento: Es el Club más conocido de la ciudad. Participa en la Liga Deportiva del Oeste con equipos juveniles, ya que es el único equipo de la región que se encuentra directamente afiliado a la AFA, y está habilitado para ascender vía la Primera D, Primera C y la Primera B. Actualmente participa en la Liga Profesional. Fue campeón de la de la segunda categoría del fútbol argentino en dos ocasiones (1980 y 2020), y campeón de la tercera categoría en tres ocasiones.
- Villa Belgrano: Participó de la edición 2012/13 del Torneo Argentino B y de la edición 2012/13 de la Copa Argentina de Fútbol.

## Clubes registrados

### Clubes activos de fútbol masculino en 2025
Todos los clubes participantes poseen Primera División, Divisiones Formativas y División Senior con algunas excepciones.
| Equipo                                          | Ciudad       | Fundación | Notas                                                                                      |
| ----------------------------------------------- | ------------ | --------- | ------------------------------------------------------------------------------------------ |
| Academia Javier Mascherano                      | Lincoln      | 2017      | Debutó en la Liga en 2022. También participó en la Liga Amateur de Deportes de Lincoln.    |
| Club Atlético Ambos Mundos                      | Junín        | 1922      | Previamente conocido como Nueva Unión Football Club y Football Club Ambos Mundos.          |
| Club Atlético Buenos Aires al Pacífico (B.A.P.) | Junín        | 1892      |                                                                                            |
| Club Atlético Defensa Argentina                 | Junín        | 1926      |                                                                                            |
| Club Atlético Independiente                     | Junín        | 1921      |                                                                                            |
| Club Atlético Mariano Moreno                    | Junín        | 1916      |                                                                                            |
| Club Atlético Rivadavia                         | Junín        | 1915      |                                                                                            |
| Club Atlético River Plate                       | Junín        | 1922      |                                                                                            |
| Club Atlético Sarmiento                         | Junín        | 1911      | Previamente conocido como Foot Ball Club Sarmiento.                                        |
| Club Atlético Villa Belgrano                    | Junín        | 1925      | Previamente conocido como Foot Ball Club Defensa y Foot Ball Club Villa Belgrano.          |
| Club Deportivo Baigorrita                       | Baigorrita   | 1926      | Volvió a la Liga en 2010, tras salir campeón en la Liga Toldense de Fútbol.                |
| Club Jorge Newbery                              | Junín        | 1913      |                                                                                            |
| Club Rivadavia de Lincoln                       | Lincoln      | 1915      | Debutó en la liga en 1983. Hasta 1982 participó en la Liga Amateur de Deportes de Lincoln. |
| Club Social y Deportivo La Favela               | Junín        | 2021      | Debutó en la Liga en 2022.                                                                 |
| Origone Fútbol Club                             | Agustín Roca | 1918      | Volvió a la actividad en 2006.                                                             |

### Clubes activos de fútbol femenino en 2025
Los siguientes clubes presentaron divisiones de fútbol femenino en el Torneo Apertura 2025:
| Equipo                                          | Ciudad       | Divisiones                      | Notas |
| ----------------------------------------------- | ------------ | ------------------------------- | ----- |
| Club Atlético Ambos Mundos                      | Junín        | Primera, Sub-17, Sub-15, Sub-13 |       |
| Club Atlético Buenos Aires al Pacífico (B.A.P.) | Junín        | Primera                         |       |
| Club Atlético Defensa Argentina                 | Junín        | Sub-17, Sub-15, Sub-13          |       |
| Club Atlético Independiente                     | Junín        | Primera                         |       |
| Club Atlético Mariano Moreno                    | Junín        | Primera, Sub-17, Sub-15, Sub-13 |       |
| Club Atlético Rivadavia                         | Junín        | Sub-17, Sub-15                  |       |
| Club Atlético River Plate                       | Junín        | Primera                         |       |
| Club Atlético Sarmiento                         | Junín        | Primera, Sub-15, Sub-13         |       |
| Club Atlético Villa Belgrano                    | Junín        | Primera, Sub-17, Sub-15, Sub-13 |       |
| Club Jorge Newbery                              | Junín        | Primera, Sub-17, Sub-15         |       |
| Origone Fútbol Club                             | Agustín Roca | Primera, Sub-13                 |       |
| UNNOBA                                          | Junín        | Primera                         |       |

### Clubes activos de futsal en 2025
Los siguientes clubes presentaron divisiones de futsal en el Torneo 2025. Los torneos son transmitidos por la página de Facebook del programa "Dos Pasiones":
| Equipo                                          | Ciudad | Divisiones            | Notas |
| ----------------------------------------------- | ------ | --------------------- | ----- |
| Centro Deportivo Italia 90                      | Junín  | Sub-11, Sub-9         |       |
| Club Atlético Ambos Mundos                      | Junín  | Sub-13, Sub-11, Sub-9 |       |
| Club Atlético Buenos Aires al Pacífico (B.A.P.) | Junín  | Sub-13, Sub-11, Sub-9 |       |
| Club Atlético Defensa Argentina                 | Junín  | Sub-11, Sub-9         |       |
| Club Atlético Independiente                     | Junín  | Sub-13, Sub-11, Sub-9 |       |
| Club Atlético Mariano Moreno                    | Junín  | Sub-13, Sub-9         |       |
| Club Atlético Rivadavia                         | Junín  | Sub-13, Sub-11, Sub-9 |       |
| Club Atlético River Plate                       | Junín  | Sub-13, Sub-11, Sub-9 |       |
| Club Atlético Sarmiento                         | Junín  | Sub-11, Sub-9         |       |
| Club Atlético Villa Belgrano                    | Junín  | Sub-13, Sub-11, Sub-9 |       |
| Club Jorge Newbery                              | Junín  | Sub-13, Sub-11, Sub-9 |       |
| Club Social                                     | Junín  | Sub-13, Sub-11, Sub-9 |       |
| Club Social y Deportivo La Favela               | Junín  | Sub-13, Sub-11        |       |
| Escuela de Fútbol Gustavo Merlo                 | Junín  | Sub-11                |       |
| Escuela de Fútbol N° 10                         | Junín  | Sub-11, Sub-9         |       |
| UNNOBA                                          | Junín  | Sub-13                |       |

### Clubes inactivos
Los siguientes clubes han jugado en la Liga Deportiva del Oeste, pero han sido desafiliados, han desaparecido o están jugando en otras ligas de la región.
| Equipo                      | Ciudad     | Estado      | Notas |
| --------------------------- | ---------- | ----------- | --- |
| Club Atlético Argentino     | Lincoln    | Desafiliado | Participó algunas temporadas, actualmente participa en la Liga Amateur de Deportes de Lincoln. |
| Club Atlético Atlanta       | Morse      | Desafiliado | Participó algunas temporadas, desde 2012 no tiene división de fútbol. |
| Club Atlético Belgrano      | Morse      | Desafiliado | Última actuación en 1990, actualmente participa en la Liga Toldense de Fútbol. |
| Club Atlético El Linqueño   | Lincoln    | Desafiliado | Participó en varias ocasiones consagrándose campeón en tres de ellas. Actualmente participa en la Liga Amateur de Deportes de Lincoln. |
| Club Atlético Juan El Bueno | Los Toldos | Desafiliado | Participó en algunas temporadas de fútbol femenino; participa con su equipo masculino en la Liga Toldense de Fútbol. |
| Club Junín                  | Junín      | Desafiliado | Previamente conocido como Institute Foot Ball Club Junín. Participó en los torneos de la Asociación Amateur de Football en 1910 como equipo directamente afiliado. Actualmente no posee divisiones en fútbol, pero sí las posee en básquetbol y voley. |
| Club Sportivo Zavalía       | Zavalía    | Desafiliado | Participó algunas temporadas, actualmente participa en la Liga Toldense de Fútbol. |

## Historial de campeones
Los siguientes son los campeones de todos los torneos disputados en la Liga. Los Interligas son contabilizados aparte:

### Torneos oficiales por año
| Año  | Campeonato | Campeón           | Ciudad   |
| ---- | ---------- | ----------------- | -------- |
| 1917 | Único      | Sarmiento         | Junín    |
| 1918 | Único      | Jorge Newbery     | Junín    |
| 1919 | Único      | B.A.P.            | Junín    |
| 1920 | Único      | Sarmiento         | Junín    |
| 1921 | Único      | Sarmiento         | Junín    |
| 1922 | Único      | Jorge Newbery     | Junín    |
| 1923 | Único      | Jorge Newbery     | Junín    |
| 1924 | Único      | Jorge Newbery     | Junín    |
| 1925 | Único      | B.A.P.            | Junín    |
| 1926 | Único      | Jorge Newbery     | Junín    |
| 1927 | Único      | B.A.P.            | Junín    |
| 1928 | Único      | Sarmiento         | Junín    |
| 1929 | Único      | Sarmiento         | Junín    |
| 1930 | Único      | Mariano Moreno    | Junín    |
| 1931 | Único      | Club Junín        | Junín    |
| 1932 | Único      | Sarmiento         | Junín    |
| 1933 | Único      | Mariano Moreno    | Junín    |
| 1934 | Único      | Desierto          | Desierto |
| 1935 | Único      | Rivadavia         | Junín    |
| 1936 | Único      | Sarmiento         | Junín    |
| 1937 | Único      | Sarmiento         | Junín    |
| 1938 | Único      | River Plate       | Junín    |
| 1939 | Único      | Sarmiento         | Junín    |
| 1940 | Único      | Mariano Moreno    | Junín    |
| 1941 | Único      | Mariano Moreno    | Junín    |
| 1942 | Único      | Rivadavia         | Junín    |
| 1943 | Único      | Sarmiento         | Junín    |
| 1944 | Único      | Sarmiento         | Junín    |
| 1945 | Único      | Sarmiento         | Junín    |
| 1946 | Único      | Mariano Moreno    | Junín    |
| 1947 | Único      | Mariano Moreno    | Junín    |
| 1948 | Único      | Mariano Moreno    | Junín    |
| 1949 | Único      | Mariano Moreno    | Junín    |
| 1950 | Único      | Sarmiento         | Junín    |
| 1951 | Único      | Mariano Moreno    | Junín    |
| 1952 | Único      | Desierto          | Desierto |
| 1953 | Único      | Sarmiento         | Junín    |
| 1954 | Único      | Sarmiento         | Junín    |
| 1955 | Único      | Mariano Moreno    | Junín    |
| 1956 | Único      | Sarmiento         | Junín    |
| 1957 | Único      | Sarmiento         | Junín    |
| 1958 | Único      | River Plate       | Junín    |
| 1959 | Único      | River Plate       | Junín    |
| 1960 | Único      | Sarmiento         | Junín    |
| 1961 | Único      | Mariano Moreno    | Junín    |
| 1962 | Único      | Desierto          | Desierto |
| 1963 | Único      | Ambos Mundos      | Junín    |
| 1964 | Único      | Rivadavia         | Junín    |
| 1965 | Único      | Rivadavia         | Junín    |
| 1966 | Único      | Mariano Moreno    | Junín    |
| 1967 | Único      | Ambos Mundos      | Junín    |
| 1968 | Único      | Rivadavia         | Junín    |
| 1969 | Único      | Jorge Newbery     | Junín    |
| 1970 | Único      | River Plate       | Junín    |
| 1971 | Único      | Rivadavia         | Junín    |
| 1972 | Único      | Jorge Newbery     | Junín    |
| 1973 | Único      | Jorge Newbery     | Junín    |
| 1974 | Único      | Jorge Newbery     | Junín    |
| 1975 | Único      | Jorge Newbery     | Junín    |
| 1976 | Único      | Jorge Newbery     | Junín    |
| 1977 | Único      | Jorge Newbery     | Junín    |
| 1978 | Único      | Jorge Newbery     | Junín    |
| 1979 | Único      | Jorge Newbery     | Junín    |
| 1980 | Único      | Villa Belgrano    | Junín    |
| 1981 | Único      | Mariano Moreno    | Junín    |
| 1982 | Único      | El Linqueño       | Lincoln  |
| 1983 | Único      | Rivadavia         | Lincoln  |
| 1984 | Único      | El Linqueño       | Lincoln  |
| 1985 | Único      | Rivadavia         | Lincoln  |
| 1986 | Único      | El Linqueño       | Lincoln  |
| 1987 | Único      | Mariano Moreno    | Junín    |
| 1988 | Único      | Rivadavia         | Junín    |
| 1989 | Único      | Defensa Argentina | Junín    |
| 1990 | Único      | Mariano Moreno    | Junín    |
| 1991 | Único      | Villa Belgrano    | Junín    |
| 1992 | Único      | Rivadavia         | Lincoln  |
| 1993 | Único      | Rivadavia         | Lincoln  |
| 1994 | Único      | Rivadavia         | Lincoln  |

| Año     | Campeonato | Campeón           | Ciudad     |
| ------- | ---------- | ----------------- | ---------- |
| 1995    | Apertura   | Sarmiento         | Junín      |
| 1995    | Clausura   | Mariano Moreno    | Junín      |
| 1995/96 | Nocturno   | Rivadavia         | Junín      |
| 1996    | Apertura   | Rivadavia         | Junín      |
| 1996    | Clausura   | Rivadavia         | Lincoln    |
| 1996/97 | Nocturno   | Villa Belgrano    | Junín      |
| 1997    | Apertura   | B.A.P.            | Junín      |
| 1997    | Clausura   | Jorge Newbery     | Junín      |
| 1997/98 | Nocturno   | Mariano Moreno    | Junín      |
| 1998    | Apertura   | Jorge Newbery     | Junín      |
| 1998    | Clausura   | B.A.P.            | Junín      |
| 1998/99 | Nocturno   | B.A.P.            | Junín      |
| 1999    | Apertura   | Sarmiento         | Junín      |
| 1999    | Clausura   | Sarmiento         | Junín      |
| 1999/00 | Nocturno   | Rivadavia         | Junín      |
| 2000    | Apertura   | River Plate       | Junín      |
| 2000    | Clausura   | River Plate       | Junín      |
| 2000/01 | Nocturno   | Mariano Moreno    | Junín      |
| 2001    | Apertura   | Jorge Newbery     | Junín      |
| 2001    | Clausura   | Sarmiento         | Junín      |
| 2001/02 | Nocturno   | Rivadavia         | Lincoln    |
| 2002    | Apertura   | Villa Belgrano    | Junín      |
| 2002    | Clausura   | Rivadavia         | Lincoln    |
| 2002/03 | Nocturno   | Rivadavia         | Junín      |
| 2003    | Apertura   | Rivadavia         | Lincoln    |
| 2003    | Clausura   | Rivadavia         | Lincoln    |
| 2003/04 | Nocturno   | Rivadavia         | Lincoln    |
| 2004    | Apertura   | Rivadavia         | Lincoln    |
| 2004/05 | Nocturno   | Rivadavia         | Lincoln    |
| 2005    | Apertura   | Jorge Newbery     | Junín      |
| 2005/06 | Nocturno   | Jorge Newbery     | Junín      |
| 2006/07 | Nocturno   | Jorge Newbery     | Junín      |
| 2007/08 | Nocturno   | Rivadavia         | Lincoln    |
| 2008/09 | Nocturno   | Villa Belgrano    | Junín      |
| 2009/10 | Nocturno   | Rivadavia         | Junín      |
| 2010/11 | Nocturno   | Jorge Newbery     | Junín      |
| 2011    | Apertura   | Rivadavia         | Lincoln    |
| 2011/12 | Nocturno   | Rivadavia         | Lincoln    |
| 2012    | Apertura   | Rivadavia         | Lincoln    |
| 2012/13 | Nocturno   | Defensa Argentina | Junín      |
| 2013    | Apertura   | Mariano Moreno    | Junín      |
| 2013/14 | Nocturno   | Villa Belgrano    | Junín      |
| 2014    | Apertura   | Villa Belgrano    | Junín      |
| 2014/15 | Nocturno   | Jorge Newbery     | Junín      |
| 2015    | Apertura   | Rivadavia         | Lincoln    |
| 2015/16 | Nocturno   | Villa Belgrano    | Junín      |
| 2016    | Apertura   | Villa Belgrano    | Junín      |
| 2016/17 | Nocturno   | River Plate       | Junín      |
| 2017    | Apertura   | Jorge Newbery     | Junín      |
| 2017    | Clausura   | B.A.P.            | Junín      |
| 2017/18 | Nocturno   | Villa Belgrano    | Junín      |
| 2018    | Apertura   | Sarmiento         | Junín      |
| 2018    | Clausura   | Jorge Newbery     | Junín      |
| 2018/19 | Nocturno   | Rivadavia         | Junín      |
| 2019    | Apertura   | Rivadavia         | Lincoln    |
| 2019    | Clausura   | River Plate       | Junín      |
| 2019/20 | Nocturno   | Ambos Mundos      | Junín      |
| 2020    | Suspendido | Suspendido        | Suspendido |
| 2020/21 | Nocturno   | Mariano Moreno    | Junín      |
| 2021    | Apertura   | Villa Belgrano    | Junín      |
| 2021/22 | Nocturno   | River Plate       | Junín      |
| 2022    | Apertura   | Rivadavia         | Lincoln    |
| 2022    | Clausura   | Rivadavia         | Lincoln    |
| 2022/23 | Nocturno   | Villa Belgrano    | Junín      |
| 2023    | Apertura   | Villa Belgrano    | Junín      |
| 2023    | Clausura   | Jorge Newbery     | Junín      |
| 2023    | Finalísima | Villa Belgrano    | Junín      |
| 2023/24 | Nocturno   | Rivadavia         | Junín      |
| 2024    | Apertura   | Jorge Newbery     | Junín      |
| 2024    | Clausura   | Defensa Argentina | Junín      |
| 2024    | Finalísima | Rivadavia         | Junín      |
| 2024/25 | Nocturno   | Villa Belgrano    | Junín      |
| 2025    | Apertura   | Rivadavia         | Lincoln    |

### Torneos oficiales por club
El listado por club es el siguiente:

| Equipo                               | Ciudad                               | Total | Campeonatos |
| ------------------------------------ | ------------------------------------ | ----- | --- |
| Jorge Newbery                        | Junín                                | 27    | 1918, 1922, 1923, 1924, 1926, 1969, 1972, 1973, 1974, 1975, 1976, 1977, 1978, 1979, 1997 (clausura), 1998 (apertura), 2001 (apertura), 2004 (clausura), 2005 (apertura), 2005/06 (nocturno), 2006/07 (nocturno), 2010/11 (nocturno), 2014/15 (nocturno), 2017 (apertura), 2018 (clausura), 2023 (clausura), 2024 (apertura)                  |
| Sarmiento                            | Junín                                | 23    | 1917, 1920, 1921, 1928, 1929, 1932, 1936, 1937, 1939, 1943, 1944, 1945, 1950, 1953, 1954, 1956, 1957, 1960, 1995 (apertura), 1999 (apertura), 1999 (clausura), 2001 (clausura), 2018 (apertura) |
| Rivadavia                            | Lincoln                              | 22    | 1983, 1985, 1992, 1993, 1994, 1996 (clausura), 2001/02 (nocturno), 2002 (clausura), 2003 (apertura), 2003 (clausura), 2003/04 (nocturno), 2004 (apertura), 2004/05 (nocturno), 2007/08 (nocturno), 2011 (apertura), 2011/12 (nocturno), 2012 (apertura), 2015 (apertura), 2019 (apertura), 2022 (apertura), 2022 (clausura), 2025 (apertura) |
| Mariano Moreno                       | Junín                                | 24    | 1930, 1933, 1934,1940, 1941, 1946, 1947, 1948, 1949,1951,1952, 1955, 1961,1962 1966, 1981, 1987, 1990, 1995 (clausura), 1997/98 (nocturno), 2000/01 (nocturno), 2013 (apertura), 2020/21 (nocturno) |
| Rivadavia                            | Junín                                | 15    | 1935, 1942, 1964, 1965, 1968, 1971, 1988, 1995/96 (nocturno), 1996 (apertura), 1999/00 (nocturno), 2002/03 (nocturno), 2009/10 (nocturno), 2018/19 (nocturno), 2023/24 (nocturno), 2024 (finalísima) |
| Villa Belgrano                       | Junín                                | 15    | 1980, 1991, 1996/97 (nocturno), 2002 (apertura), 2008/09 (nocturno), 2013/14 (nocturno), 2014 (apertura), 2015/16 (nocturno), 2016 (apertura), 2017/18 (nocturno), 2021 (apertura), 2022/23 (nocturno), 2023 (apertura), 2023 (finalísima), 2024/25 (Nocturno)                                                                               |
| River Plate                          | Junín                                | 9     | 1938, 1958, 1959, 1970, 2000 (apertura), 2000 (clausura), 2016/17 (nocturno), 2019 (clausura), 2021/22 (nocturno) |
| B.A.P.                               | Junín                                | 7     | 1919, 1925, 1927, 1997 (apertura), 1998 (clausura), 1998/99 (nocturno), 2017 (clausura) |
| Ambos Mundos                         | Junín                                | 3     | 1963, 1967, 2019/20 (nocturno) |
| Defensa Argentina                    | Junín                                | 3     | 1989, 2012/13 (nocturno), 2024 (clausura) |
| El Linqueño                          | Lincoln                              | 3     | 1982, 1984, 1986 |
| Club Junín                           | Junín                                | 1     | 1931 |
| Campeonatos desiertos/sin resolución | Campeonatos desiertos/sin resolución | 1     | 2020 |

### Torneos nocturnos no oficiales por año
Este listado comprende los Torneos Nocturnos disputados desde su creación en 1955 hasta su oficialización en 1997. No se cuentan los torneos Nocturnos oficiales.
| Temporada | Ganador           | Ciudad       |
| --------- | ----------------- | ------------ |
| 1955/56   | Ambos Mundos      | Junín        |
| 1956/57   | Ambos Mundos      | Junín        |
| 1957/58   | Sarmiento         | Junín        |
| 1958/59   | River Plate       | Junín        |
| 1960/61   | Defensa Argentina | Junín        |
| 1962/63   | Sarmiento         | Junín        |
| 1964/65   | Sarmiento         | Junín        |
| 1966/67   | B.A.P.            | Junín        |
| 1968      | B.A.P.            | Junín        |
| 1970/71   | Mariano Moreno    | Junín        |
| 1971/72   | B.A.P.            | Junín        |
| 1972/73   | Ambos Mundos      | Junín        |
| 1973/74   | Mariano Moreno    | Junín        |
| 1975/76   | B.A.P.            | Junín        |
| 1976/77   | Defensa Argentina | Junín        |
| 1978      | Defensa Argentina | Junín        |
| 1979      | Villa Belgrano    | Junín        |
| 1980      | Independiente     | Junín        |
| 1981      | Mariano Moreno    | Junín        |
| 1982      | Villa Belgrano    | Junín        |
| 1983      | Origone F.C.      | Agustín Roca |
| 1985      | Villa Belgrano    | Junín        |
| 1986      | Mariano Moreno    | Junín        |
| 1987      | Rivadavia         | Lincoln      |
| 1988      | Villa Belgrano    | Junín        |
| 1990      | Jorge Newbery     | Junín        |
| 1991      | Jorge Newbery     | Junín        |
| 1991/92   | Sarmiento         | Junín        |
| 1992/93   | Independiente     | Junín        |
| 1993/94   | Mariano Moreno    | Junín        |
| 1994/95   | Independiente     | Junín        |

### Torneos nocturnos no oficiales por club
El listado por club es el siguiente:

| Equipo            | Ciudad       | Total | Campeonatos                           |
| ----------------- | ------------ | ----- | ------------------------------------- |
| Mariano Moreno    | Junín        | 5     | 1970/71, 1973/74, 1981, 1986, 1993/94 |
| Sarmiento         | Junín        | 4     | 1957/58, 1962/63, 1964/65, 1991/92    |
| B.A.P.            | Junín        | 4     | 1966/67, 1968, 1971/72, 1975/76       |
| Villa Belgrano    | Junín        | 4     | 1979, 1982, 1985, 1988                |
| Ambos Mundos      | Junín        | 3     | 1955/56, 1956/57, 1972/73             |
| Defensa Argentina | Junín        | 3     | 1960/61, 1976/77, 1978                |
| Independiente     | Junín        | 3     | 1980, 1992/93, 1994/95                |
| Jorge Newbery     | Junín        | 2     | 1990, 1991                            |
| Origone F.C.      | Agustín Roca | 1     | 1983                                  |
| Rivadavia         | Lincoln      | 1     | 1987                                  |
| River Plate       | Junín        | 1     | 1958/59                               |

### Torneos interligas por año
| Edición                                 | Ligas organizadoras | Campeón                | Ciudad        |
| --------------------------------------- | --- | ---------------------- | ------------- |
| 2004 Torneo Junín / Chacabuco           | Liga Deportiva del Oeste, Liga Deportiva de Chacabuco | Jorge Newbery          | Junín         |
| 2005 Torneo Junín / Chacabuco           | Liga Deportiva del Oeste, Liga Deportiva de Chacabuco | Jorge Newbery          | Junín         |
| 2006 Torneo Junín / Chacabuco / Bragado | Liga Deportiva del Oeste, Liga Deportiva de Chacabuco, Liga Bragadense de Fútbol | Sarmiento              | Junín         |
| 2007 Torneo Junín / Chacabuco           | Liga Deportiva del Oeste, Liga Deportiva de Chacabuco | Rivadavia              | Junín         |
| 2007 Torneo de las Cuatro Ligas         | Liga Deportiva del Oeste, Liga Deportiva de Chacabuco, Liga Bragadense de Fútbol, Liga Deportiva de General Arenales                                                                                      | Colonial               | Ferré         |
| 2008 Torneo Junín / Chacabuco           | Liga Deportiva del Oeste, Liga Deportiva de Chacabuco | Mariano Moreno         | Junín         |
| 2008 Torneo de las Cuatro Ligas         | Liga Deportiva del Oeste, Liga Deportiva de Chacabuco, Liga Bragadense de Fútbol, Liga Deportiva de General Arenales                                                                                      | Ambos Mundos           | Junín         |
| 2009 Torneo Junín / Chacabuco           | Liga Deportiva del Oeste, Liga Deportiva de Chacabuco | Rivadavia              | Junín         |
| 2009 Torneo de las Cuatro Ligas         | Liga Deportiva del Oeste, Liga Deportiva de Chacabuco, Liga Bragadense de Fútbol, Liga Deportiva de General Arenales                                                                                      | Social                 | Ascensión     |
| 2010 Torneo Junín / Chacabuco           | Liga Deportiva del Oeste, Liga Deportiva de Chacabuco | Origone F.C.           | Agustín Roca  |
| 2010 Torneo de las Siete Ligas          | Liga Deportiva del Oeste, Liga Deportiva de Chacabuco, Liga Bragadense de Fútbol, Liga Deportiva de General Arenales, Liga de Fútbol de Salto, Liga Deportiva de Colón, Liga Deportiva de Fútbol de Rojas | Defensores             | Salto         |
| 2011 Torneo de las Siete Ligas          | Liga Deportiva del Oeste, Liga Deportiva de Chacabuco, Liga Bragadense de Fútbol, Liga Deportiva de General Arenales, Liga de Fútbol de Salto, Liga Deportiva de Colón, Liga Deportiva de Fútbol de Rojas | Social                 | Ascensión     |
| 2012 Torneo de las Seis Ligas           | Liga Deportiva del Oeste, Liga Deportiva de Chacabuco, Liga Deportiva de General Arenales, Liga de Fútbol de Salto, Liga Deportiva de Colón, Liga Deportiva de Fútbol de Rojas                            | Jorge Newbery          | Junín         |
| 2013 Torneo de las Seis Ligas           | Liga Deportiva del Oeste, Liga Deportiva de Chacabuco, Liga Deportiva de General Arenales, Liga de Fútbol de Salto, Liga Deportiva de Colón, Liga Deportiva de Fútbol de Rojas                            | Social                 | Ascensión     |
| 2014 Torneo de las Seis Ligas           | Liga Deportiva del Oeste, Liga Deportiva de Chacabuco, Liga Deportiva de General Arenales, Liga de Fútbol de Salto, Liga Deportiva de Colón, Liga Deportiva de Fútbol de Rojas                            | Sportivo Barracas      | Colón         |
| 2015 Torneo de las Cuatro Ligas         | Liga Deportiva del Oeste, Liga Deportiva de Chacabuco, Liga de Fútbol de Salto, Liga Deportiva de Colón                                                                                                   | Sportivo Barracas      | Colón         |
| 2016 Torneo de las Tres Ligas           | Liga Deportiva del Oeste, Liga Deportiva de Chacabuco, Liga de Fútbol de Salto | Compañía General       | Salto         |
| 2023 Torneo de las Seis Ligas           | Liga Deportiva del Oeste, Liga Deportiva de Chacabuco, Liga Deportiva de General Arenales, Liga Deportiva de Colón, Liga Deportiva de Fútbol de Rojas, Liga de Fútbol de Pergamino                        | Argentino              | Rojas         |
| 2024 Torneo Interligas                  | Liga Deportiva del Oeste, Liga Deportiva de Chacabuco, Liga Amateur de Deportes de Lincoln, Liga Deportiva de Fútbol de Rojas, Liga Toldense de Fútbol                                                    | Club Atlético Pintense | General Pinto |

### Torneos interligas por club
| Equipo            | Ciudad        | Total | Campeonatos                                                       |
| ----------------- | ------------- | ----- | ----------------------------------------------------------------- |
| Jorge Newbery     | Junín         | 3     | 2004 (Junín/Chacabuco), 2005 (Junín/Chacabuco), 2012 (Seis Ligas) |
| Social            | Ascensión     | 3     | 2009 (Cuatro Ligas), 2011 (Siete Ligas), 2013 (Seis Ligas)        |
| Sportivo Barracas | Colón         | 2     | 2014 (Seis Ligas), 2015 (Cuatro Ligas)                            |
| Rivadavia         | Junín         | 2     | 2007 (Junín/Chacabuco), 2009 (Junín/Chacabuco)                    |
| Ambos Mundos      | Junín         | 1     | 2008 (Cuatro Ligas)                                               |
| Argentino         | Rojas         | 1     | 2023 (Seis Ligas)                                                 |
| Colonial          | Ferré         | 1     | 2007 (Cuatro Ligas)                                               |
| Compañía General  | Salto         | 1     | 2016 (Tres Ligas)                                                 |
| Defensores        | Salto         | 1     | 2010 (Siete Ligas)                                                |
| Mariano Moreno    | Junín         | 1     | 2008 (Junín/Chacabuco)                                            |
| Origone F.C.      | Agustín Roca  | 1     | 2010 (Junín/Chacabuco)                                            |
| Sarmiento         | Junín         | 1     | 2006 (Junín/Chacabuco/Bragado)                                    |
| Pintense          | General Pinto | 1     | 2024                                                              |